# Janet Puiggròs
Janet Puiggròs Miranda, née le 27 septembre 1973 à Palamós est une ancienne coureuse cycliste espagnole, spécialiste de VTT cross-country.

## Biographie
Janet Puiggròs est positive à l'EPO en 2004, ce qui abrège sa carrière la même année à 31 ans.

## Palmarès en VTT

### Championnats du monde
- Vail 2001
  - 3e Médaillée de bronze au championnat du monde de relais par équipes
- Lugano 2003
  - 4e au championnat du monde de relais par équipes

### Championnats d'Espagne
- 1998
  - 3e de Championne d'Espagne de cross-country
- 2000
  - 2e de Championne d'Espagne de cross-country
- 2001
  - 3e de Championne d'Espagne de cross-country
- 2002
  - 2e de Championne d'Espagne de cross-country
- 2003
  - 2e de Championne d'Espagne de cross-country

### Autres
- 1999
  - IronBike
- 2003
  - Sant Andreu de la Barca
  - Cortes de Pallas
  - Roquetas de Mar
  - Platja d`Aro